# Alelí (película)
Alelí es una película de comedia dramática uruguayo-argentina, escrita y dirigida por Leticia Jorge, junto a Ana Guevara. La película está protagonizada por Néstor Guzzini, Mirella Pascual y Romina Peluffo, con la actuación estelar de Cristina Morán. Debutó en el Festival Internacional de Cine de Montevideo, en 2019, mientras que en los cines comerciales fue estrenada el 5 de marzo de 2020. A su vez, fue lanzada en la plataforma Netflix en abril de ese año, volviéndose tendencia.

## Argumento
Después de un año de la muerte del patriarca de la familia Mazzotti, la venta de la casa de veraneo es un hecho. Todos los miembros de la familia parecen haber llegado a un acuerdo, sin embargo, a Ernesto (Néstor Guzzini) no lo conforma, ya que lo angustia que la casa familiar sea convertida en un complejo de bungalows baratos. Un retraso en la firma de la venta, lanzará a la familia a un fin de semana en el que darán disputas entre los hermanos, y en el que problemas del pasado volverán a la luz. La casa recibe el nombre de Alelí: AL de Alba y Alfredo, E de Ernesto y LI de Lilián, las iniciales de todos los integrantes, menos de Silvana (Romina Peluffo), que nació tarde.

## Reparto
- Néstor Guzzini como Ernesto Mazzotti
- Cristina Morán como Alba Mazzotti
- Romina Peluffo como Silvana Mazzotti
- Mirella Pascual como Lilián Mazzotti
- Fabián Arenillas como Eduardo
- Carla Moscatelli como Cristina
- Pelusa Vera como Mirtha

## Producción
La película es una coproducción entre Mutante Cine y Reicine, productoras uruguaya y argentina, respectivamente; y apoyada por el INCAA y el Instituto Nacional del Cine y el Audiovisual Uruguayo. Asimismo, se trata del segundo largometraje de Leticia Jorge, quien dirigió Tanta Agua en 2013.

### Rodaje
La fotografía principal de la película comenzó en a mediados de noviembre de 2017 y se localizó en Montevideo, y en los balnearios de Canelones, como Atlántida y Parque del Plata.

## Exhibición
Tras su estreno en Uruguay, la película fue exhibida en el Festival de Biarritz, en el Festival Internacional de Cine de Chicago, en el Festival  de Cine de Río de Janeiro, y en el Festival de Málaga Cine en Español, entre otros. A su vez, Néstor Guzzini fue galardonado con el Premio a Mejor Actor en el Festival Cineramabc.